# Kierrerivier
Kierrerivier (Zweeds – Fins: Kierrejoki) is een rivier, die stroomt in de Zweedse  gemeente Pajala. De rivier verzorgt de afwatering van de moerassige Kierrevallei aan de voet van de Kierreberg. Ze stroomt naar het zuidoosten en vloeit samen met de Peurarivier, op weg naar de Merasrivier.
Afwatering: Kierrerivier → Merasrivier → Muonio → Torne → Botnische Golf